# HK Spartak Dubnica nad Váhom
Der HK Spartak Dubnica nad Váhom (auch TSS GROUP Dubnica, bis 2020 MHK Dubnica - Mestský hokejový klub Dubnica nad Váhom) ist ein slowakischer Eishockeyclub aus Dubnica nad Váhom, der 1942 gegründet wurde und seit 2017 in der zweitklassigen Slovenská hokejová liga spielt, jedoch früher mehrere Spielzeiten in der Extraliga absolvierte. Seine Heimspiele trägt der Verein im Zimný štadión Dubnica nad Váhom aus, das 3.000 Zuschauer fasst.

## Geschichte
Der MHK Dubnica wurde 1942 unter dem Namen ŠK Dubnica gegründet. Es folgten zahlreiche Namenswechsel, ehe der Verein 2007 den heutigen Namen wählte. Als Dubnica noch im tschechoslowakischen Ligensystem spielte, kam die Mannschaft nie über die zweite Spielklasse hinaus.

Logo des HK Dubnica ab 1993

Nach Auflösung der Tschechoslowakei und der Teilung in die voneinander unabhängigen Staaten Tschechien und Slowakei wurde Dubnica in der Saison 1993/94 in die zweitklassige 1. Liga eingeteilt und erreichte auf Anhieb den Aufstieg in die Extraliga. Im dritten Jahr ihrer Zugehörigkeit zur Extraliga stieg die Mannschaft in der Saison 1996/97 jedoch wieder in die 1. Liga ab. Nach der Zweitligameisterschaft im Jahr 2004 gelang Dubnica noch einmal für eine Spielzeit die Rückkehr in die Extraliga. Anschließend trat der Verein in der drittklassigen 2. Liga an, ehe 2017 der Aufstieg in die Slovenská hokejová liga gelang.

## Erfolge
- Aufstieg in die 1. SNHL (zweitklassig): 1970
- Meister der 1. SNHL 1979, 1980
- Aufstieg in die Extraliga: 1995, 2004
- Meister der 1. Liga 1994, 1999, 2004
- Aufstieg in die Slovenská hokejová liga: 2017

## Bekannte ehemalige Spieler
- Pavol Demitra
- Ivan Baranka
- Ján Homér
- Róbert Tomík
- Tomáš Tatar
- Rastislav Pavlikovský
- Richard Pavlikovský